# يوسف شداد
يوسف شدّاد هو إعلامي وكاتب ومقدم برامج اخبارية سياسية في تلفزيون وراديو مكان. حاصل على اللقب الأول من جامعة بار ايلان في موضوع الإعلام والإتصال. يعمل في مجال الصحافة المكتوبة والمسموعة والمرئية منذ عام 1997.

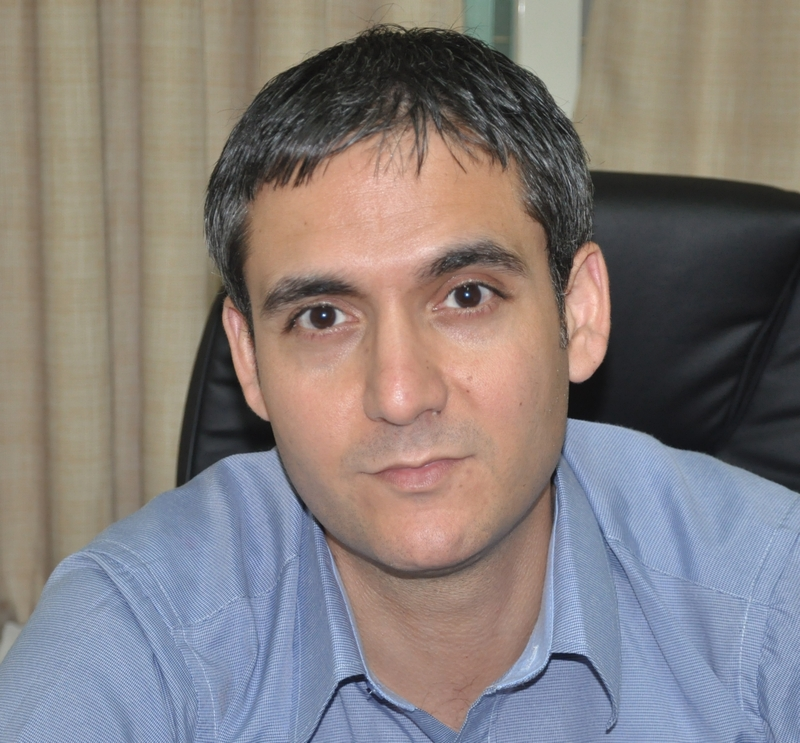
الصحفي والاعلامي يوسف شداد

## العمل في الراديو - حتى الآن
في عام 2017 انضم إلى اذاعة راديو مكان باللغة العربية كمحرر ومقدم برامج اخبارية وبدأ بتقديم برنامج حديث اليوم - حديث الظهيرة وهو برنامج يومي اخباري حول شؤون الساعة سياسيا واخباريا وجنائيا واجتماعيا. قدم وما زال يقدم على فترات برنامج على الاجندة الاخباري الصباحي.

## العمل في الراديو سابقا
إنضم عام 1997 إلى اذاعة صوت اسرائيل باللغة العربية، في قسم الرياضة، بحيث عمل على نقل مباريات كرة قدم مهمة وتاريخية بالنسبة للوسط العربي، ومن بين النوادي العريقة التي اذاع مبارياتها مكابي الاخاء الناصرة واتحاد أبناء سخنين ومكابي حيفا ومنتخب إسرائيل ومئات المباريات الأخرى. إلى جانب تغطيته اذاعيًا لإنتخابات بلدية الناصرة في العامين 2003 و2008، بطريقة النقل المباشر والميداني لكل الأحداث على مدار الساعة.
كما وقدم تقارير رياضية اسبوعية لبرنامج واحد اكس اثنين الرياضي عن دوري ابطال أوروبا والدوريات الأوروبية المختلفة إضافة إلى تقارير اخبارية رياضية حول ما يحدث في كرة القدم الأوروبية والأمريكية الجنوبية.
وفي عام 2013 إنضم إلى قسم البرامج في صوت إسرائيل وبدأ بتقديم برنامجي اجندة وحديث الشمال، وكان برنامج حديث الشمال قفزة نوعية في مسيرته لنجاحه في تناول قضايا محلية سياسية واجتماعية وجنائية من المدن والبلدات العربية في الشمال بعد ان كانت هذه القضايا مهملة من قبل الاعلام.
من ابرز  المحطات من خلال البرنامج كانت المواجهة بين علي سلام ورامز جرايسي قبل انتخابات بلدية الناصرة في شهر اذار من عام 2014.

## الصحافة المكتوبة والإلكترونية
بدأ مسيرته في عالم الصحافة المكتوبة في صحيفة الصنارة بحيث عمل مراسلًا للشؤون المحلية والسياسية والرياضية من عام 1999 حتى 2001 - ثلاث سنوات.
ومن ثم انتقل إلى صحيفة صحيفة بانوراما وموقع بانيت وعمل هناك مراسلًا للشؤون المحلية والقطرية السياسية الجنائية والرياضية منذ عام 2002 حتى 2007 - 5 سنوات.
وكان أول مراسل عربي يعمل بتغطية مباشرة من الميدان بعد ان تم تأسيس موقع بانيت واصبحت التغطية الصحفية مقتصرة على المراسلة المباشرة من قلب الحدث لكل الاحداث إضافة إلى التقارير الخاصة للصحيفة وملحقها. كذلك على مدار 5 سنوات كتب مقالات رياضية بعنوان - خواطر كروية- والتي شملت نقدا لاذعا وتحليلا لشؤون كرة القدم المحلية والعالمية.
وفي شهر 5 2007 ترك مؤسسة بانوراما وبانيت , وبعد أربعة أشهر انضم في ايلول 2007 إلى مؤسسة صحيفة كل العرب بحيث عيّن رئيسًا لتحرير موقع العرب التابع للصحيفة، وكتب عددا كبيرا من المقالات السياسية المتنوعة التي تحاكي القضايا الإقليمية والقطرية والمحلية واجرى المقابلات الحصرية التي اثارت جدلا في الوسط العربي. وعبر تلفزيون العرب نت التابع للمؤسسة أجرى حوارات سياسية مع نواب في الكنيست وشخصيات جماهيرية وشعبية واجتماعية مختلفة. انهى عمله في مؤسسة كل العرب وموقع العرب بعد عشر سنوات وخمسة أشهر (30.1.2018)، لينتقل للتفرغ في العمل مع راديو وتلفزيون مكان

## الصحافة المرئية- تلفزيون
في يومنا - يقدم برنامج الخامسة في مكان التلفزيوني عبر شاشة تلفزيون مكان والذي يتناول ابرز القضايا السياسية والمحلية.
في عام 2018 - مونديال روسيا 2018 تم تكليفه بإدارة ملف المونديال - تحرير وتقديم ونقل وقائع مباريات في حدث تلفزيوني تاريخي لأول مرة على مستوى بث ونقل المباريات للجمهور العربي في البلاد عبر شاشة تلفزيون مكان فتولى تحرير عشرات المباريات وتقديم الاستوديو التحليلي للمباريات ونقل عشرات المباريات في بث حي ومباشر من ابرزها مصر وروسيا والأرجنتين وكرواتيا ومصر والاوروغواي والدنمارك وكرواتيا. وفي عام 2019 ومطلع عام 2020 نقل وقائع مباريات منتخب إسرائيل ضمن تصفيات بطولة الامم الاوروبية يورو 2020 وقدم أيضا إلى جانب ذلك الاستوديوهات التحليلية لمباريات التصفية.
انتخابات الكنيست
في عام 2019 دخلت إسرائيل إلى دوامة الانتخابات المتكررة في شهري 4 و9 وفي عام 2020 شهر 3 وفي عام 2021 شهر 3 . في هذه الفترة تم تكليفه ليكون مححلا سياسيا في راديو وتلفزيون مكان وقام بتغطية اكقر اللحظات التاريخية والتي حققت فيها القائمة المشتركة 15 مقعدا في الكنيست بعد الانقسام الذي حدث في شهر أبريل 2019 . وقام بتغطية الانقسام الدراماتيكي الحاصل في عام 2021 بين صفوف القائمة المشتركة التي خاضت انتخابات شهر 3 2021 بمركباتها الثلاثة دون الموحدة التي خاضت الانتخابات لوحدها.
יلمسيرة التلفزيونية السابقة:
```
تولى إدارة تلفزيون العرب Arab TV التابع لمؤسسة كل العرب، وقدم برنامج «مواجهة مع العرب» واجرى مقابلات تلفزيونية مع شخصيات سياسية وجماهيرية واجتماعية ونواب عرب ويهود في 
الكنيست
.
```

عمل مقدمًا ومحللًا في القناة الإسرائيلية الأولى باللغة العربية
- اختارته القناة الأولى للعمل كمحلل في مونديال 2002 والذي استضافته كوريا الجنوبية واليابان وكان ذلك أول ظهور تلفزيوني له إلى جانب الاذاعي السابق زهير بهلول (نائب سابق في الكنيست).
وإختير في وقت سابق معدًا ومقدمًا للبرامج الرياضية في القناة الإسرائيلية الأولى باللغة العربية ليكون محللا في برنامج ساعة رياضة 2002 - 2007 .
وفي عام 2010 - اختاره التلفزيون الإسرائيلي القناة 33 لتقديم استوديو مباريات مونديال جنوب افريقيا 2010 من القدس.

## الظهور على الفضائيات
اجرت معه فضائيات اخبارية عربية كـ الجزيرة وقناة العربية والميادين حوارات حول الشؤون الداخلية للعرب في إسرائيل وسياسة حكومات إسرائيل المتعاقبة والقضية الفلسطينية، وكانت له العديد من المداخلات الخاصة في هذا الشأن في الاعلام المصري واللبناني والعربي. 

## وصلات خارجية
- https://www.makan.org.il/radio/player.aspx?ItemId=234834 برنامج حديث الظهيرة في راديو مكان مع يوسف شداد
- https://www.youtube.com/watch?v=uo07t3tL68I برنامج الخامسة في مكان مع يوسف شداد
- https://www.makan.org.il/item/?itemId=117543 برنامج الخامسة في مكان مع يوسف شداد
- مراسل الجزيرة الياس كرّام يحاور يوسف شدّاد
- مقالات يوسف شداد في صحيفة معاريف الإسرائيلية
- يوسف شداد على شاشة الجزيرة حول انتخابات الكنيست الـ19.
- مذيع الجزيرة جميل عازر يحاور يوسف شداد.
- يوسف شداد على قناة العالم الإيرانية.
- إحدى حلقات البرنامج الإذاعي حديث الشمال الذي يقدمه يوسف شداد.